# Arlene Dahl
Arlene Carol Dahl, född 11 augusti 1925 i Minneapolis, Minnesota, död 29 november 2021 på Manhattan i New York, var en amerikansk skådespelare av norsk börd.
Dahl gjorde sin Broadwaydebut 1945 och fick sitt första filmkontrakt 1947. Hon skrev också tidningskolumner och flera böcker om skönhet.
Dahl var gift sex gånger, bland annat med skådespelarna Lex Barker 1951–1952 och Fernando Lamas 1954–1960. Med den senare fick hon sonen skådespelaren Lorenzo Lamas.

## Filmografi i urval
- Min irländska ros (1947)
- Dagens hjälte (1948)
- Väster om Arizona (1949)
- Skräcknätter i Paris (1949)
- Västerns äventyrare (1950)
- Tre små ord (1950)
- Hårda bud (1951)
- Farliga vatten (1953)
- Kvinnans värld (1954)
- Gangstervälde (1956)
- Natten det brann (1957)
- Resan till jordens medelpunkt (1959)
- Land Raiders (1970)
- Night of the Warrior (1991)